# 小徳
小徳（しょうとく）は、604年から648年まで日本にあった冠位である。冠位十二階の第2で、大徳の下、大仁の上にあたる。

## 概要
推古天皇11年（604年）に制定された。大化3年（647年）制定の七色十三階冠制により、大化4年（648年）4月1日に廃止になった。13階のどこに引き継がれたかについては2説が対立する。一つは13階中第7階の大錦に、大徳とともにまとめられたとするもの。もう一つは、13階中第8階の小錦一つに対応するというものである。
大徳・小徳を、当時天皇（大王）の諮問を受けて国政を議論したマエツキミ（群卿などと記される）層と同じものとみなす説がある。

## 小徳の人物
今に残る史料に見える小徳の人物は18人で、12階の中で最も多い。43年の施行期間には世代交代があろうし、地位が高いほど史書に記されやすいので全体の、また同時点での人数をここから推し量るのは難しい。しかし3人しか知られない大徳よりずっと多かっただろうし、1人の大将軍と7人の副将軍が小徳であった推古天皇31年（623年）には、それを上回る人数がいたわけである。
- 阿輩台（大河内糠手?）- 大業4年・推古天皇16年（608年）（隋書）[5][6]
- 中臣国 - 推古天皇31年（623年）。群卿（マエツキミ）の一人。征新羅大将軍。（日本書紀）[7]
- 河辺禰受 - 推古天皇31年。征新羅副将軍。（日本書紀）
- 物部依網乙等 - 推古天皇31年。征新羅副将軍。（日本書紀）
- 波多広庭 - 推古天皇31年。征新羅副将軍。（日本書紀）
- 近江脚身飯蓋 -  - 推古天皇31年。征新羅副将軍。（日本書紀）
- 平群宇志 - 推古天皇31年。征新羅副将軍。（日本書紀）
- 大伴某 - 推古天皇31年。征新羅副将軍。[8]（日本書紀）
- 大宅軍 - 推古天皇31年。征新羅副将軍。（日本書紀）
- 巨勢大海 - 推古朝（続日本紀）[9]
- 平群神手 - 推古朝 （上宮聖徳太子伝補欠記）
- 秦川勝（秦河勝） - 推古朝（上宮聖徳太子伝補欠記、聖徳太子伝暦）
- 中臣御食子 （弥気） - 推古・舒明朝（中臣氏本系帳）
- 長徳 - 皇極天皇元年（642年）8月13日授。百済の質。達率。（日本書紀）
- 巨勢徳太 - 皇極天皇元年（642年）12月13日。（日本書紀）
- 粟田細目 - 皇極天皇元年（642年）12月13日。（日本書紀）
- 大伴馬飼 - 皇極天皇元年（642年）12月13日。（日本書紀）
- 高向黒麻呂（玄理） - 大化2年（646年）9月。遣新羅使。（日本書紀）